# Козьмо-Демьяновка
Козьмо-Демьяновка — село в Большемуртинском районе Красноярского края. Входит в состав Предивинского сельсовета.

## География
Село находится в центральной части края, в подтаёжно-лесостепном районе лесостепной зоны, на левом берегу реки Посольной, на расстоянии приблизительно 35 километров (по прямой) к северо-востоку от Большой Мурты, административного центра района. Абсолютная высота — 185 метров над уровнем моря.
Климат
Климат характеризуется как резко континентальный, с продолжительной морозной зимой и коротким тёплым летом. Средняя температура воздуха самого тёплого месяца (июля) составляет 17,8 °C (абсолютный максимум — 38 °C); самого холодного (января) — −20,4 °C (абсолютный минимум — −60 °C). Среднегодовое количество атмосферных осадков составляет 350 мм. Снежный покров держится в течение 180 дней.

## История
Основано в 1911 году. По данным 1926 года имелось 38 хозяйств и проживало 168 человек (78 мужчин и 90 женщин). В национальном составе населения того периода преобладали чуваши. В административном отношении являлась центром Козьмо-Демьяновского сельсовета Больше-Муртинского района Красноярского округа Сибирского края.

## Население
| 2010 |
| ---- |
| 70   |

Половой состав
По данным Всероссийской переписи населения 2010 года в гендерной структуре населения мужчины составляли 42,9 %, женщины — соответственно 57,1 %.
Национальный состав
Согласно результатам переписи 2002 года, в национальной структуре населения чуваши составляли 61 % из 80 чел., русские — 39 %.